# Andrena rufoclypeata
Andrena rufoclypeata là một loài Hymenoptera trong họ Andrenidae. Loài này được Alfken mô tả khoa học năm 1936.